# Amfiteatru

Colosseumul roman

Amfiteatrul (grec. amphi - ambi, dublu, sau în jur, de jur împrejur și théātron adică "loc pentru vizionare") este o construcție de formă eliptică lipsită de acoperiș. In timp ce teatrele au servit numai unor scopuri culturale, amfiteatrele au servit predominant distracțiilor publice.
Noțiunea de "dublu" se referă la forma teatrului antic grec, care avea o formă semicirculară. Amfiteatrul este un teatru dublu, deci două teatre semicirculare față în față. Un exemplu celebru de amfiteatru este Amfiteatrul Flavian, din Roma, mai bine cunoscut sub denumirea de Colosseum.

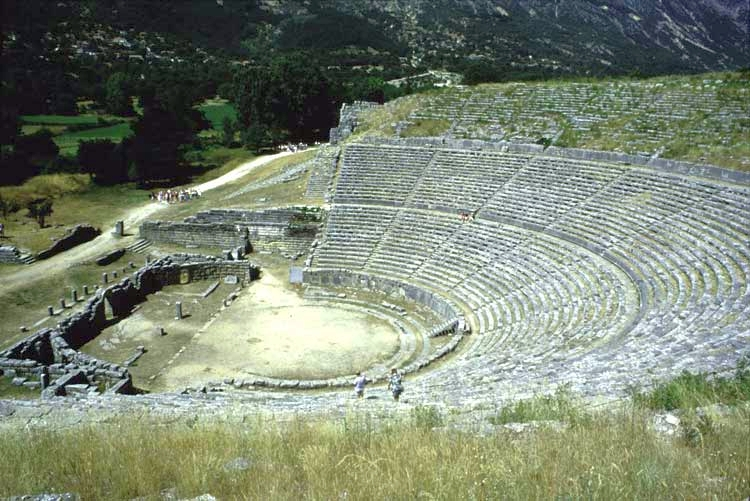
Teatrul antic grec din Dodona

Clădirea amfiteatrului este amplasată în jurul unei arene circulare sau ovale și este prevăzută cu locuri pentru șezut, așezate circular și pe nivele diferite (trepte). 
Azi după noile cercetări s-a ajuns la concluzia că amfiteatrele au fost clădite pentru ca publicul să urmărească mai bine luptele de gladiatori, o astfel de clădire având o capacitate de până la 70 000 de spectatori.

## Amfiteatre naturale
Un amfiteatru natural este un spațiu de performanță situat într-un loc în care un munte abrupt sau o anumită formație de rocă amplifică sau face ecou sunetului, făcându-l ideal pentru spectacole muzicale și teatrale. Un amfiteatru poate fi format în mod natural, și ar fi ideale pentru acest scop, chiar dacă nici un teatru nu a fost construit acolo. 
Amfiteatrele naturale notabile includ amfiteatrul Drakensberg din Africa de Sud, Castelul Slane din Irlanda, Amfiteatrul Supranatural din Australia și amfiteatrele Red Rocks and Gorge din Statele Unite ale Americii de Vest.

## Amfiteatre romane
Amfiteatre antice romane au fost importante locuri publice, circulare sau ovale în plan și cu șantiere perimetrice. Ele au fost folosite pentru evenimente cum ar fi:
- luptele gladiatorilor,
- curse de care de luptă,
- Venatio (lupte cu animale sălabatice),
- execuții.

Cele mai vechi amfiteate romane datează de la mijlocul secolului I î.e.n., dar cele mai multe au fost construite în perioada împăratului roman Augustus (27-14 î.e.n.). Amfiteatrele imperiale au fost construite în tot Imperiul Roman. Cel mai mare putea găzdui 40.000-60.000 de spectatori.
In „Liste antiker Amphitheater“ sunt prezentate numele a cca 250 amfiteatre antice romane.

## Galerie

Colosseum
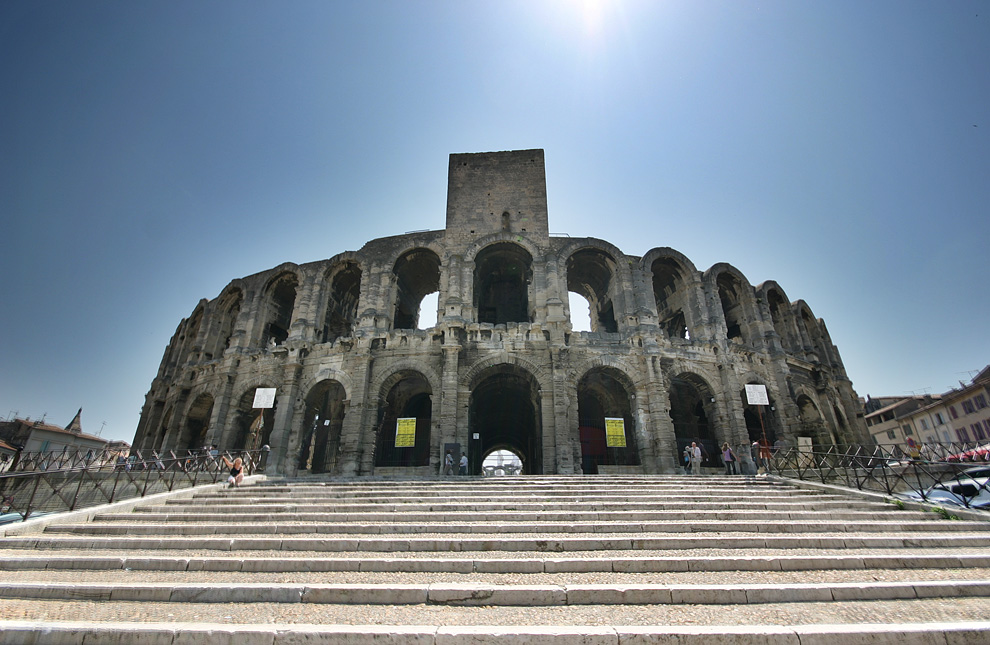
Amfiteatru, Arles
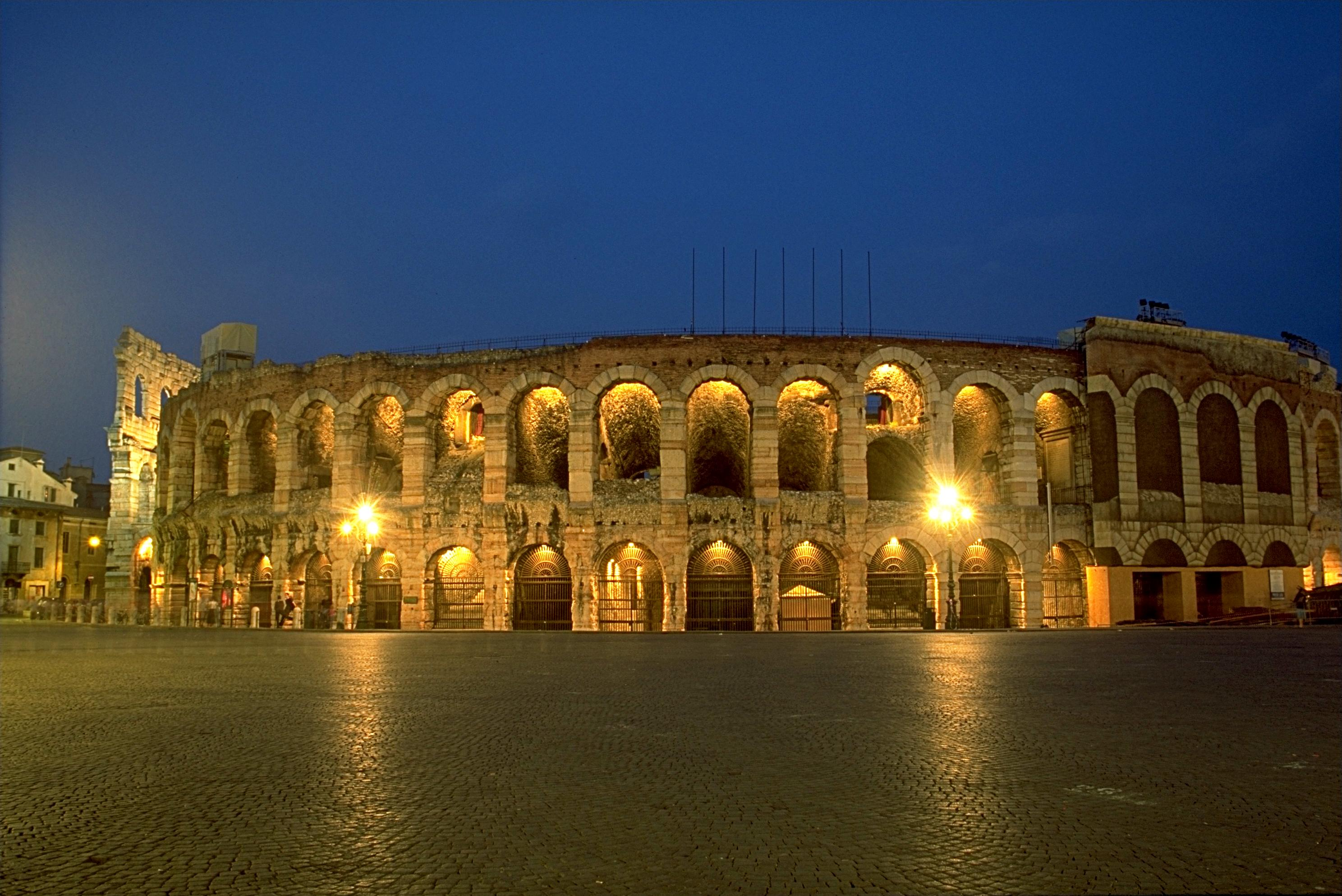
Amfiteatru, Verona
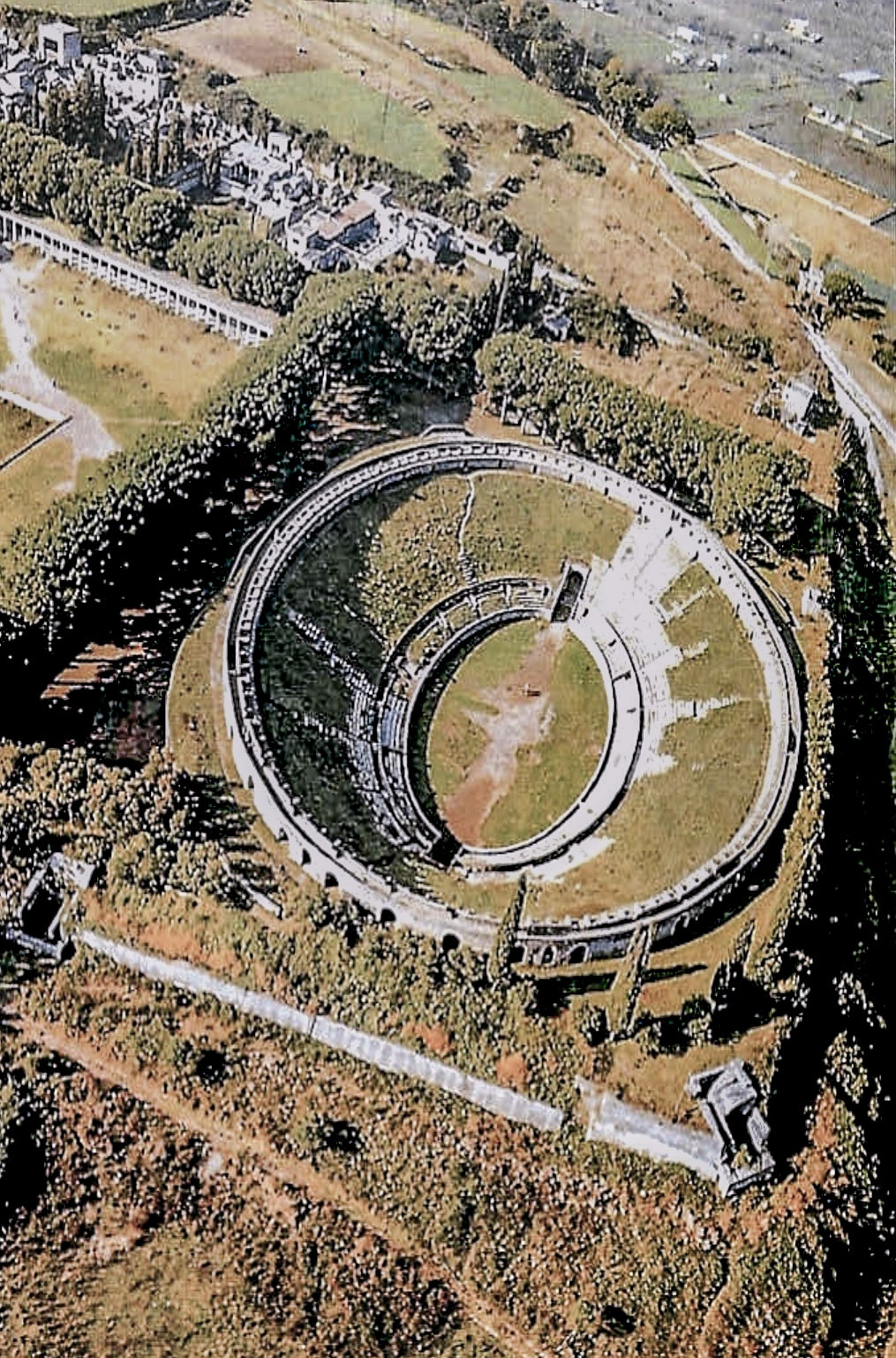
Amfiteatru, Pompeii
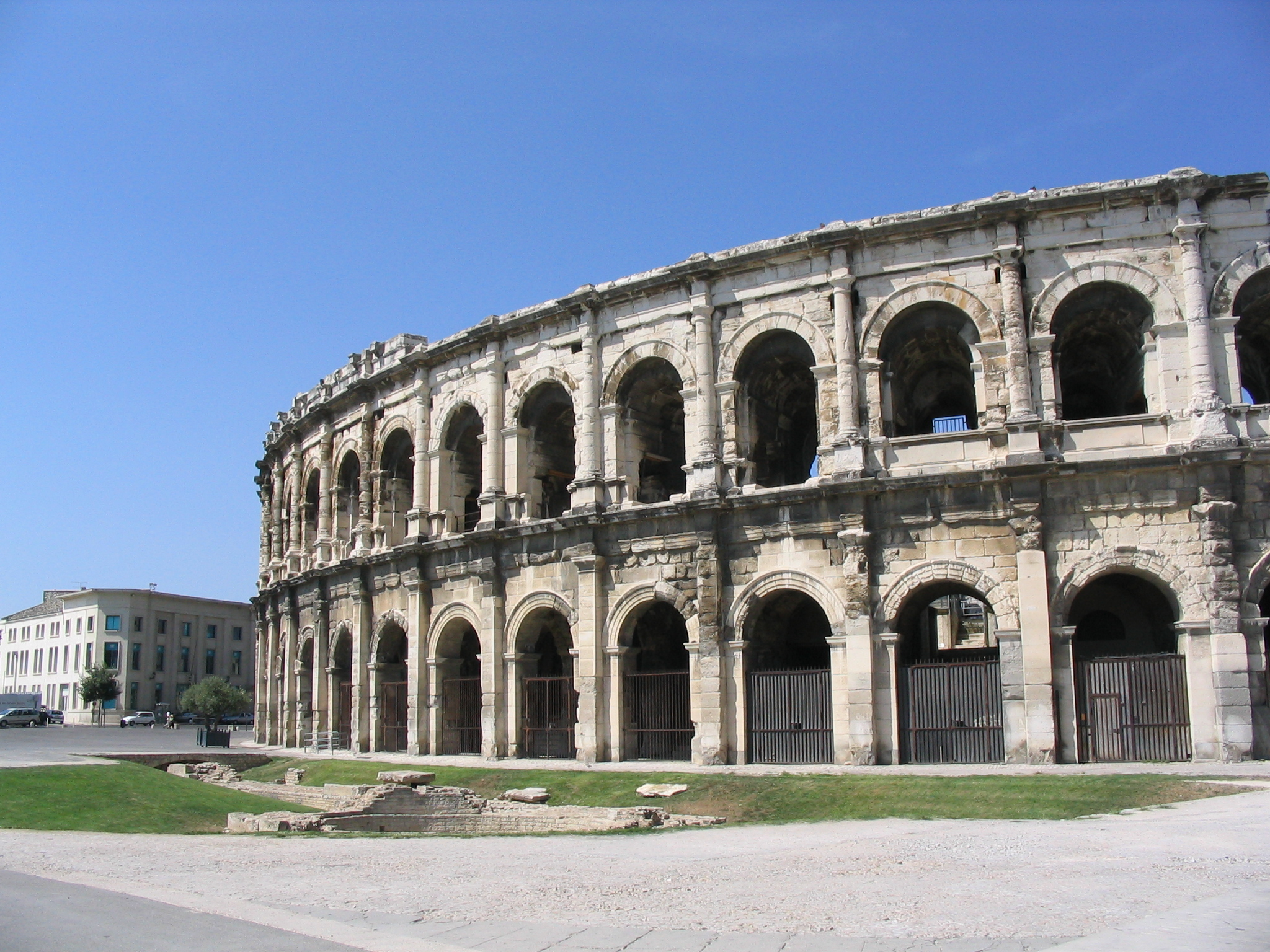
Amfiteatru, Nîmes
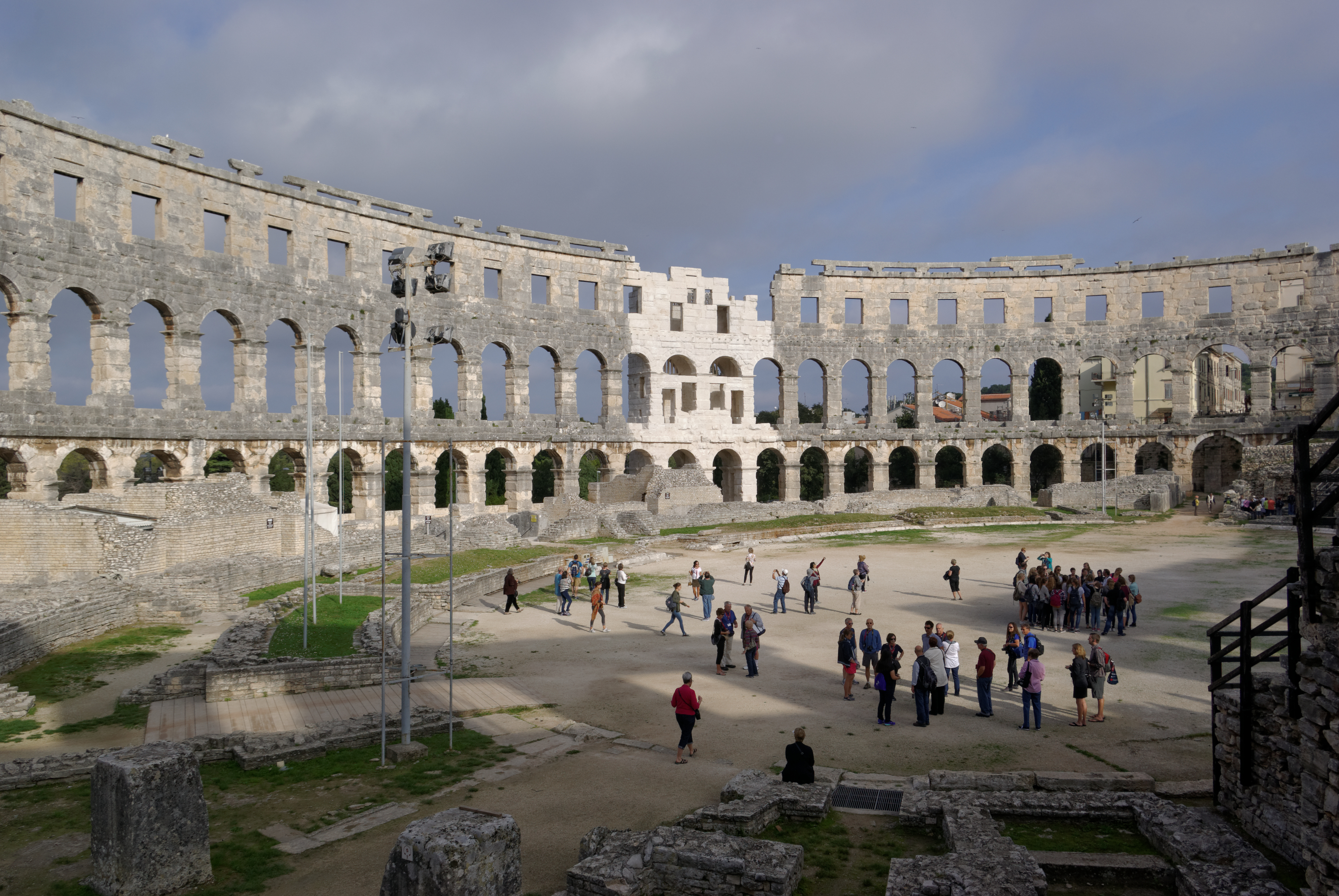
Amfiteatru, Pula, Croația